# Traute Lafrenz
Traute Lafrenz (* 3. Mai 1919 in Hamburg; † 6. März 2023 bei Meggett, Charleston County, South Carolina, verheiratete Lafrenz-Page) war eine deutschamerikanische Ärztin, die ab 1947 in den USA lebte. Sie war im Widerstand gegen den Nationalsozialismus an den Aktivitäten der Hamburger und der Münchener Weißen Rose beteiligt. Ihr kam als Verbindungsglied der getrennt agierenden Gruppen eine zentrale Rolle zu.

## Leben
Traute Lafrenz wechselte mit 14 Jahren von der Hamburger Klosterschule an die Lichtwarkschule. Sie gehörte zur Klasse der Lehrerin Erna Stahl, die auch nach der Machtergreifung der Nationalsozialisten 1933 noch im Sinne der freiheitlichen und musischen Tradition der Reformschule unterrichtete, bis sie Ostern 1935 strafversetzt wurde. Deren Unterricht bezeichnete Lafrenz rückblickend als „ein Geschenk fürs ganze Leben“. Als an der Lichtwarkschule 1937 die Koedukation aufgehoben wurde, kehrte Lafrenz an die Klosterschule zurück, wo sie Ostern 1938 die Reifeprüfung ablegte. Nach dem Reichsarbeitsdienst (RAD) begann sie, zusammen mit ihrer Klassenkameradin Margaretha Rothe, im Sommersemester 1939 das Studium der Humanmedizin an der Hamburger Universität. Nach dem Semesterende wurde sie im Rahmen des Reichsarbeitsdiensts zur Erntehilfe in Ostpommern eingesetzt. Dort lernte sie Alexander Schmorell kennen, der im Sommersemester 1939 an der Hamburger Universität für das Medizinstudium eingeschrieben war und danach sein Studium in München fortsetzte.
Im Mai 1941 wechselte Traute Lafrenz an die Universität München und lernte dort Hans Scholl und Christoph Probst kennen. Mit Hans Scholl verband sie für kurze Zeit  eine Liebesbeziehung; sie blieben befreundet. Sie nahm an vielen Gesprächen und Diskussionen der Weißen Rose teil, auch bei Kurt Huber. Im Spätherbst 1942 brachte Traute Lafrenz das dritte Flugblatt der Weißen Rose mit nach Hamburg und gab es ihrem früheren Schulkameraden Heinz Kucharski, der es weiterverbreitete. Als am 18. Februar 1943 Hans und Sophie Scholl in der Münchener Universität das sechste Flugblatt der Weißen Rose auslegten und dabei verhaftet wurden, geriet auch Traute Lafrenz in die Ermittlungen der Gestapo. Am 5. März 1943 wurde sie erstmals von der Gestapo verhört. Kurz darauf erfolgte am 15. März 1943 ihre Festnahme; gemeinsam mit Alexander Schmorell und Kurt Huber wurde sie vom „Volksgerichtshof“ angeklagt und am 19. April 1943 wegen „Mitwisserschaft“ zu einem Jahr Gefängnis verurteilt. Lafrenz war es gelungen, in den Vernehmungen durch die Gestapo ihre tatsächliche Beteiligung an den Aktivitäten der Gruppe zu verschleiern. Nach ihrer Entlassung am 14. März 1944 wurde sie im Zuge der Ermittlungen gegen den „Hamburger Zweig der Weißen Rose“ bereits zwei Wochen später erneut verhaftet und in das Polizeigefängnis Fuhlsbüttel in Hamburg gebracht. Im November 1944 überstellte man sie an das Frauenzuchthaus Cottbus, im Februar 1945 wurde sie von dort über das Frauengefängnis Leipzig-Meusdorf in das Zuchthaus St. Georgen in Bayreuth verlegt. Von den amerikanischen Truppen wurde sie dort am 14. April 1945 befreit.
Im Jahr 1947 emigrierte Lafrenz in die Vereinigten Staaten. An der University of California, Berkeley und am Joseph’s Hospital in San Francisco schloss sie ihr Medizinstudium ab. Am 2. März 1949 heiratete sie den Arzt Vernon Page, mit dem sie vier Kinder hatte. Von 1972 bis 1994 war sie Leiterin der heilpädagogischen Esperanza School für geistig behinderte Kinder in Chicago. Nach ihrer Pensionierung zogen sie und ihr Mann nach South Carolina. Vernon Page starb 1995, seither lebte Traute Lafrenz-Page in ihrem ehemaligen Sommerhaus auf Yonges Island.
Ein viel beachtetes Interview mit ihr im Spiegel vom 21. September 2018 erwies sich als in Teilen gefälscht (siehe der Fall Claas Relotius). Sie verstarb am 6. März 2023 im Alter von 103 Jahren bei Meggett in South Carolina.

## Ehrungen
Am 26. November 2007 wurde für Traute Lafrenz in der Münchener DenkStätte Weiße Rose eine mehrmonatige Ausstellung (mit ausleihbaren Tafeln) eröffnet.
2009 wurde ihr von der jüdischen Gemeinde in Hamburg die Herbert-Weichmann-Medaille verliehen. Preisträgerin neben ihr war die zu diesem Zeitpunkt 98-jährige Elsa Werner. Traute Lafrenz erhielt die Ehrung stellvertretend für alle Mitglieder und Unterstützer der Weißen Rose.
Im ehemaligen Zuchthaus Cottbus wurde am 10. Dezember 2013 vom Menschenrechtszentrum Cottbus eine Dauerausstellung mit einer Abteilung eröffnet, in der die neun Frauen der Hamburger Weißen Rose, insbesondere Traute Lafrenz, Margaretha Rothe und Erna Stahl, gewürdigt werden. Die Ausstellung der Weiße-Rose-Stiftung e. V. wurde bis zum 31. Mai 2019 gezeigt.
Im April 2019 wurde sie als letzte Überlebende der Weißen Rose mit dem Verdienstkreuz 1. Klasse des Verdienstordens der Bundesrepublik Deutschland ausgezeichnet. Der Verdienstorden wurde ihr an ihrem Wohnort in South Carolina von der deutschen Generalkonsulin Heike Fuller zu ihrem 100. Geburtstag am 3. Mai 2019 überreicht.
Im April 2024 wurde von der Bezirksversammlung Hamburg-Nord beschlossen, die Hindenburgstraße zwischen der Obenhauptstraße und der U-Bahn-Station Alsterdorf in Traute-Lafrenz-Straße und die Hindenburgbrücke in Traute-Lafrenz-Brücke umzubenennen. Durch Senatsbeschluss vom 24. April 2025 sind diese Umbenennungen in Kraft getreten.
Am 1. August 2025 wurden die neuen Straßenschilder feierlich enthüllt.
Zum Schuljahr 2025/2026 wird in Hamburg-Harburg eine neue Stadtteilschule den Namen Traute-Lafrenz-Schule tragen.

## Publikationen
- Traute Lafrenz: Augenzeugenbericht. In: Inge Scholl: Die Weiße Rose (erweiterte Neuausgabe). Frankfurt am Main 1993, S. 131–138.
- Susan Benedict, Arthur Caplan, Traute Lafrenz-Page: Duty and ‘euthanasia’. The nurses of Meseritz-Obrawalde. In: Nursing Ethics, November 2007, 14 (6), S. 781–794.

## Filmdokumentation
- Katrin Seybold, Ula Stöckl: Die Widerständigen – „Also machen wir das weiter“, Deutschland 2015[15]

## Theater
- Scholl – Die Knospe der Weißen Rose, Musical[16] von Titus Hoffmann und Thomas Borchert. Uraufführung am Stadttheater Fürth am 14. April 2023[17]